# أرمورد كور (لعبة فيديو)
أرمورد كور (بالإنجليزية:Armored Core) لعبة فيديو من نوع تصويب منظور الشخص الثالث من تطوير شركة فروم سوفتوير ونشر وتوزيع شركة سوني إنتراكتيف إنترتينمنت ولقد صدرت لأول مره في 10 يوليو 1997 في اليابان وتعمل على جهاز بلاي ستيشن.
في عام 2018 ظهرت اللعبة على جهاز بلاي ستيشن كلاسيك.

## روابط خارجية
- كور أرمورد كور على موبي غيمز